# Jack Kilby
Jack St. Clair Kilby (né le 8 novembre 1923 à Jefferson City (Missouri) et mort le 20 juin 2005 à Dallas (Texas)) est un ingénieur en électronique américain. 
Il est surtout connu pour l'invention du circuit intégré en 1958, alors qu'il travaillait pour Texas Instruments, presque simultanément avec Robert Noyce, de Fairchild Semiconductor. Il est lauréat de la moitié du prix Nobel de physique de 2000. Il est également lauréat du prix de Kyoto en 1993.

## Biographie
Vivant à Great Bend au Kansas, Jack Kilby est diplômé de l'école Great Bend High School. 
En 1947, il reçoit un Bachelor of Science en génie électrique de l'université d'Illinois. En 1950, il obtient un Master of Science à l'université du Wisconsin, tout en travaillant pour la société Centralab à Milwaukee.
Pendant l'été de 1958, travaillant pour Texas Instruments, il s'attaque au problème de la « tyrannie des nombres » et conclut que la solution proviendra de circuits intégrés. C'est le 12 septembre de cette même année qu'il présente aux officiels de la société le fruit de son travail. Il leur montre un morceau de germanium, appuie sur un interrupteur, et l'oscilloscope affiche une sinusoïde, preuve de la viabilité de sa solution. Une demande de brevet intitulée Solid Circuit made of Germanium, le premier circuit intégré, est remplie le 6 février 1959, lançant une industrie qui pèsera, en 2005, plus de mille milliards de dollars américains.
De 1978 à 1985, il enseigne, en tant que professeur émérite, à l'Université Texas A&M. Il est lauréat de la moitié du prix Nobel de physique de 2000 (l'autre moitié a été remise à Jores Alferov et à Herbert Kroemer) « pour des travaux de base dans les technologies de l'information et des communications [...] pour sa participation à l'invention du circuit intégré », sans pour autant avoir jamais obtenu de doctorat ce qui est exceptionnel dans sa discipline.

## Inventions
En plus du circuit intégré, Kilby est l'inventeur de la calculatrice de poche, commercialisée par Texas en 1972 et de l'imprimante thermique utilisée dans les caisses enregistreuses. Au total, il y a 60 brevets à son nom.
Le Prix Kilby (en) est un prix qui a été créé en l'honneur des héros et héroïnes méconnus et qui ont fait d'importantes contributions à la société grâce à la science, la technologie, l'innovation, l'invention, et à l'éducation. Créé par le Comité High Tech de la Chambre de Commerce de Dallas, il a été nommé ainsi en 1990 pour attirer l'attention sur le travail d'un inventeur oublié, Jack Kilby.